# Acomys cilicicus
Acomys cilicicus es una especie de roedor miomorfo de la familia Muridae endémica de la costa sureste de Anatolia. Su hábitat natural son los bosques templados.